# Carl Kenzler

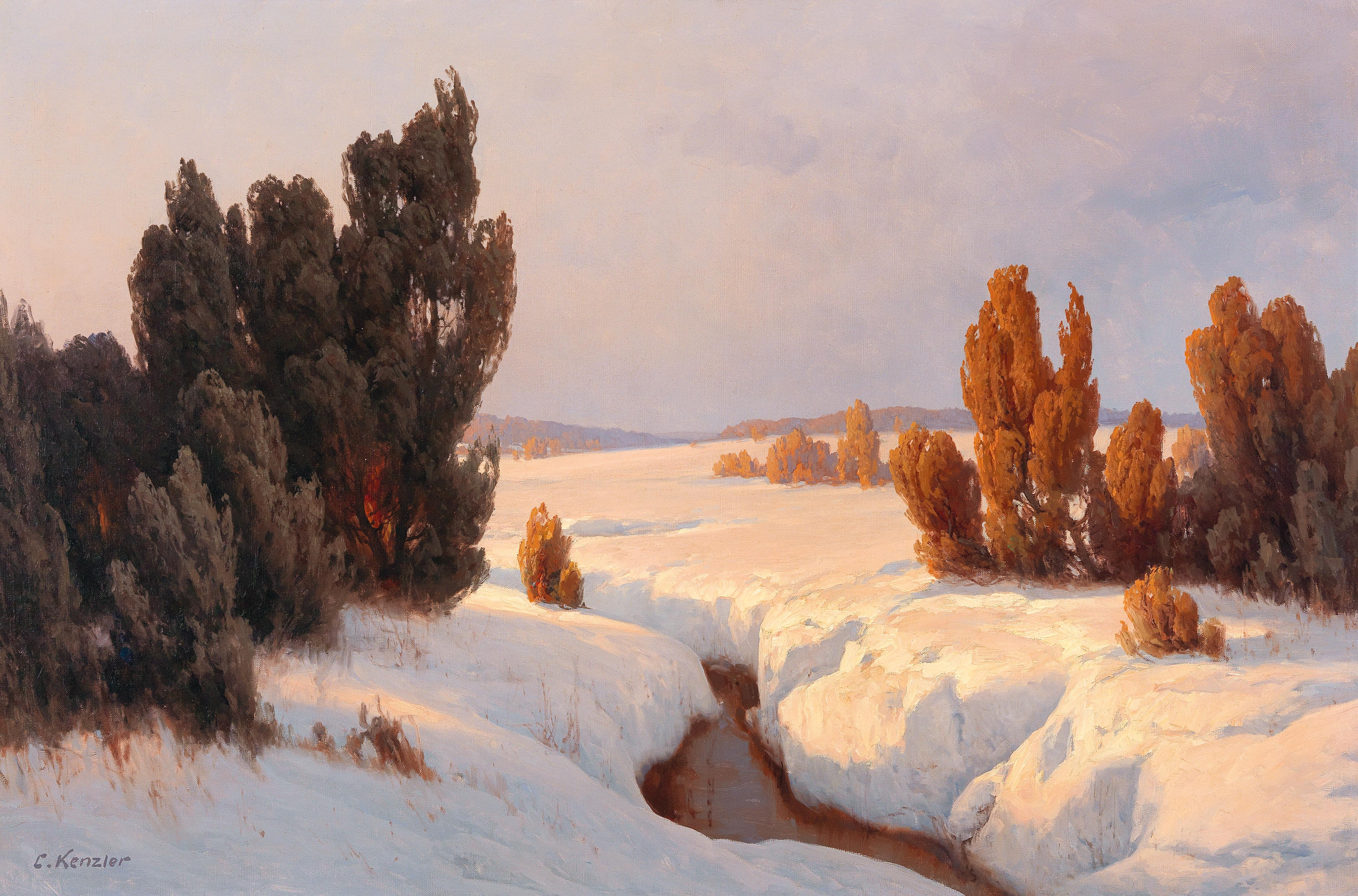
Sonnige Winterlandschaft

Carl Kenzler (* 12. November 1872 in Schwerin; † 28. Februar 1947 in Hamburg) war ein deutscher Landschafts- und Marinemaler.

## Leben
Kenzlers Schaffen als Maler ist bis 1930 nachgewiesen. Er lebte in Berlin, wo er an der Kunstakademie Malerei studiert hatte, in Potsdam und in Hamburg.